# Dutch Charts

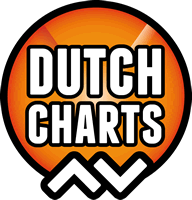
Logo in uso dal 2015

Dutch Charts, conosciuta anche come MegaCharts, è un'associazione responsabile per la compilazione di una vasta gamma di classifiche musicali ufficiali nei Paesi Bassi, delle quali la Mega Top 50 e la Mega Album Top 100 sono le più conosciute. Mega Charts provvede anche le informazioni per la Stichting Nederlandse Top 40, sulla quale si basano la Dutch Top 40, la Tip Parade ed altre classifiche. MegaCharts fa anche parte del servizio di marketing GfK del Benelux.

## La Mega Charts

### Singoli e brani

#### Tipparade
La Tipparade è di origine una classifica tipo radio Veronica dei 30 attuali dischi che hanno probabilità di apparire nella Dutch Top 40, basata sulle vendite all'ingrosso e al dettaglio. La classifica era iniziata come una lista di 20 dischi nel 1967. La prima Tipparade ufficiale apparve il 15 luglio 1967. la classificazione è determinata dai dati di vendita e dai passaggi radio.

#### Mega Dance Top 30
Classifica dischi Top 30 dance.

#### Mega Airplay Top 50
I brani più suonati in radio e televisione.

### Album

#### Mega Album Top 100
Gli attuali album con le migliori vendite.

#### Mega Verzamelalbum Top 30
Album di raccolte.

#### Scherpe Rand van Platenland
Classifica di brani non-mainstream.